# Любиці
Любиці (пол. Lubice) — село в Польщі, у гміні Колбель Отвоцького повіту Мазовецького воєводства.
Населення — 408 осіб (2011).
У 1975-1998 роках село належало до Седлецького воєводства.

## Демографія
Демографічна структура станом на 31 березня 2011 року:
|          | Загалом | Допрацездатний вік | Працездатний вік | Постпрацездатний вік |
| -------- | ------- | ------------------ | ---------------- | -------------------- |
| Чоловіки | 194     | 38                 | 133              | 23                   |
| Жінки    | 214     | 31                 | 124              | 59                   |
| Разом    | 408     | 69                 | 257              | 82                   |